# Снайперська гвинтівка

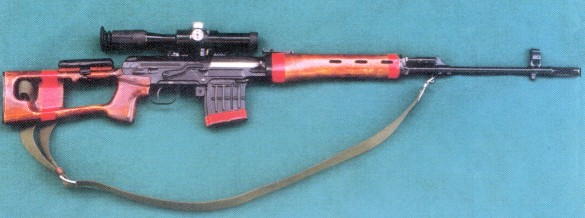
Снайперська гвинтівка СГД

Сна́йперська гвинті́вка (СГ) — гвинтівка, обладнана оптичним прицілом для ведення високоточної стрільби по одиночних цілях. При стрільбі вночі використовуються нічні приціли або освітлюються сітки оптичних прицілів.
Снайперські гвинтівки можуть бути неавтоматичними магазинними (американська M24, німецька G22) або самозарядними (СГД, американська XM110). Для стрільби зі снайперської гвинтівки зазвичай використовують спеціальні набої.

## Властивості

### Точність
Іноді точність гвинтівки виражається в кутових мінутах (МОА — англ. Minute Of Angle). Це означає, що в ідеальних умовах гвинтівка гарантує попадання в коло, відповідне даному куту. Різні завдання вимагають різної точності зброї, вираженої в одиницях МОА (Див. схему нижче).

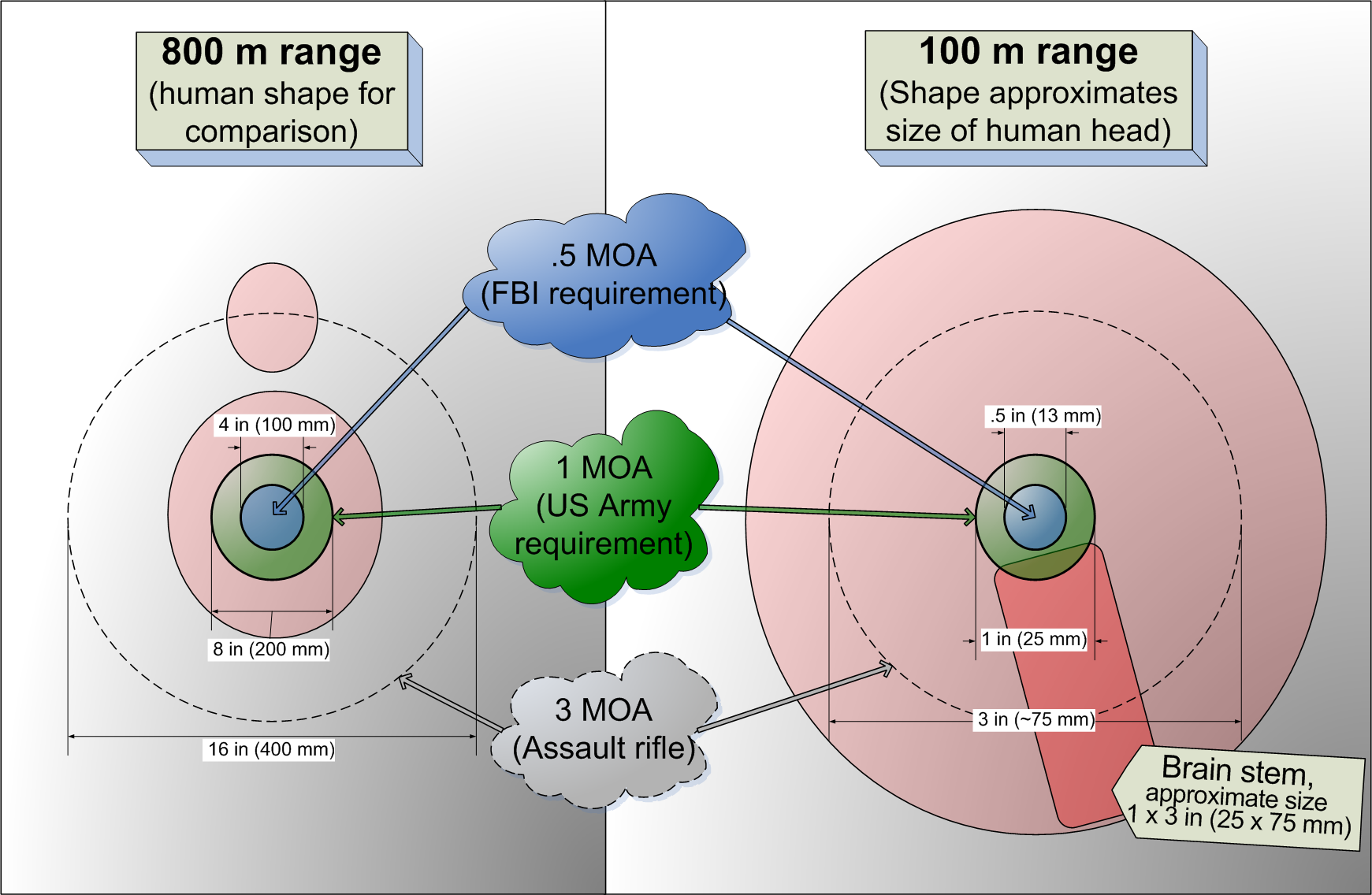
Порівняння точності в 1/2, 1 і 3 кутових мінути (MOA) при стрільбі по корпусній мішені на дистанції 800 м (зліва) і макету голови на відстані 100 м (справа)

### Набої

#### Для тихої стрільби
До недоліків стрільби стандартними снайперськими набоями зі звичайних снайперських гвинтівок належить гучний звук пострілу та спалах порохових газів, що видають місце знаходження снайпера. Використанням глушника можливо частково усунути ці проблеми, однак звук від подолання кулею надзвукового бар'єру прибрати не виходить. Для виконання прицільного пострілу з малою гучністю можна використати спеціальні снайперські набої з дозвуковою початковою швидкістю (близько 320 м/c залежно від атмосферного тиску та вологості повітря) кулі. До поширених дозвукових набоїв можна віднести:
| Назва             | Метричне позначення | Діаметр гільзи/закрайка, мм | Маса дозвукової кулі, гран (грам) | Поперекова щільність |
| ----------------- | ------------------- | --------------------------- | --------------------------------- | -------------------- |
| .300 Whisper      | 7,62×35 мм          | 9.5/ 9.5                    | 240 (15.6)                        | 0.365                |
| .300 AAC Blackout | 7,62×35             | 9.5/9.5                     | 220 (14.25)                       | 0.333                |
| 7.62 mm HK        | 7,62×37             | 9.5/9.5                     | 200 (13)                          | 0.304                |
| .338 Whisper II   | 8,6×36              | 9.5/9.5                     | 200 (13)                          | 0.250                |
| .338 Spectre      | 8,6×32              | 10.6/10.6                   | 300 (19.4)                        | 0.373                |
| .375 Whisper      | 9,5×37              | 12.0/12.0                   | 300 (19.4)                        | 0.306                |
| .458 SOCOM        | 11,6×40 RB          | 12.0/13.5                   | 600 (39)                          | 0.412                |
| .302 Whisper      | 7,62×38             | 12.0/12.0                   | 240 (15.6)                        | 0.365                |
| .338 Whisper I    | 8,6×38              | 12.0/12.0                   | 300 (19.4)                        | 0.373                |
| 9×39 мм (Росія)   | 9×39 мм             | 11.3/11.3                   | 250 (16.2)                        | 0.284                |
| .458 Whisper      | 11,6×45 B           | 13.5 / 13.5                 | 500-600 (32-39)                   | 0.338-0.412          |
| .500 Phantom      | 12,7×39 RB          | 13.3/15.6                   | 660-750 (43-48)                   | 0.368-0.410          |
| .500 Whisper      | 12,7×57 B           | 14.6/14.7                   | 660-750 (43-48)                   | 0.368-0.410          |
| .510 Whisper      | 12,7×48             | 14.7/14.7                   | 660-750 (43-48)                   | 0.368-0.410          |
| 12,5 мм Вихлоп    | 12,7×55 мм          | 14.8 / 14.8                 | 710-1,170 (46-76)                 | 0.393-0.650          |